# Lightning Catapult
Lightning Catapult（ライトニングカタパルト）は、Apple Podcast、Spotify、Amazon Musicなどの各種配信サイトにて、2025年7月7日から配信されているインターネットラジオ帯番組。

## 概要
原型は2021年10月から2024年11月まで配信されていたアルコ＆ピース・酒井と三四郎・相田のポッドキャスト番組「83Lightning Catapult」。この番組で構成を務めていた放送作家・福田卓也が各パーソナリティにオファーをかけ、タイトルを「Lightning Catapult」と改題し、月曜を酒井と相田、火曜をDJ松永（Creepy Nuts）、水曜を小嶋陽菜が担当するワイド番組へとリニューアルすることになった。
ワイド番組化について、三四郎・相田は「まさかLightning Catapultが帯番組として復活するとは！ しかもメンバーが豪華すぎる！ ほかの曜日と切磋琢磨しながらリスナーの皆さんに楽しんでもらえるような番組をお届けしたいと思います。頑固一徹職人ラジオ！」、アルコ＆ピース・酒井は「よっしゃー！」、DJ松永は「頑張ります」、小嶋は「以前、『ノースリーブスの「週刊ノースリー部」』でご一緒していた福田さんからお声がけいただけたことがとても嬉しく、こうして自分の言葉で発信できる場をいただけたことに感謝しています。日常の中でふとした時間に、気軽に聴いていただけたら嬉しいです」とそれぞれコメントしている。

## 出演者

### パーソナリティ
- 月曜 - 83Lightning Catapult（酒井健太（アルコ&ピース）、相田周二（三四郎））
- 火曜 - DJ松永（Creepy Nuts）
- 水曜 - 小嶋陽菜

### スタッフ
- 福田卓也 - この番組の企画、プロデュースを担当。各三番組にも構成作家として参加。

## コーナー
お悩み相談（月曜）
番組冒頭に行われる。リスナーから送られた悩みを酒井と相田の2人が解決する。